# Gloria Lijó
Gloria Lijó Cacharrón (Castiñeiras, 1944) es una pescadora y nadadora española. Fue la primera gallega en enrolarse en un barco de pesca de altura.

## Trayectoria
Nació en la parroquia coruñesa de Castiñeiras (Ribeira), en una familia de pescadores. Se casó a los 18 años, con un pescador. Trabajó en las conserveras Nafonso, Vaquero y Briz, en Ribeira. Cuando tenía 27 años, su padre enfermó, por lo que Lijó embarcó por primera vez para trabajar de camarera en un petrolero noruego, puesto que desempeñó durante 12 años.
Cuando regresó a Galicia, con el dinero ahorrado compró varios barcos, pero en cinco meses dos de ellos se hundieron, lo que la dejó en una mala situación económica.
A los 47 años, se enroló en Santa Uxía de Ribeira en un barco de pesca de altura a bordo del palangrero O Baloquento, sobrenombre por el que se conocía a su suegro, junto con su marido otros 12 marineneros. Faenó durante 5 años en el caladero canario subsahariano.
No aprendió a nadar hasta que dejó de navegar, con 59 años. Compitió en campeonatos nacionales e internacionales de natación, llegando a ganar varios de ellos. Participó en un campeonato del mundo de natación en la Universidad Stanford en la que logró el puesto 22 de entre 19.000 nadadores.

## Reconocimientos
Entre 2005 y 2009 fue campeona de Galicia y de España de veteranos y cuarta de Europa. Batió 15 récords de natación.
Recibió un premio de la Universidad de Santiago de Compostela que la reconoció como mujer "pionera".